# Sobrado dos Pereira
O Sobrado dos Pereira é um sobrado localizado no município brasileiro de Coronel Fabriciano, no interior do estado de Minas Gerais. Foi construído em 1928 por Silvino Pereira, que se tornaria mais tarde primeiro vice-prefeito da cidade, e corresponde ao primeiro estabelecimento comercial e primeira edificação em alvenaria do atual Centro de Fabriciano, além da Estação do Calado (1924).

## História

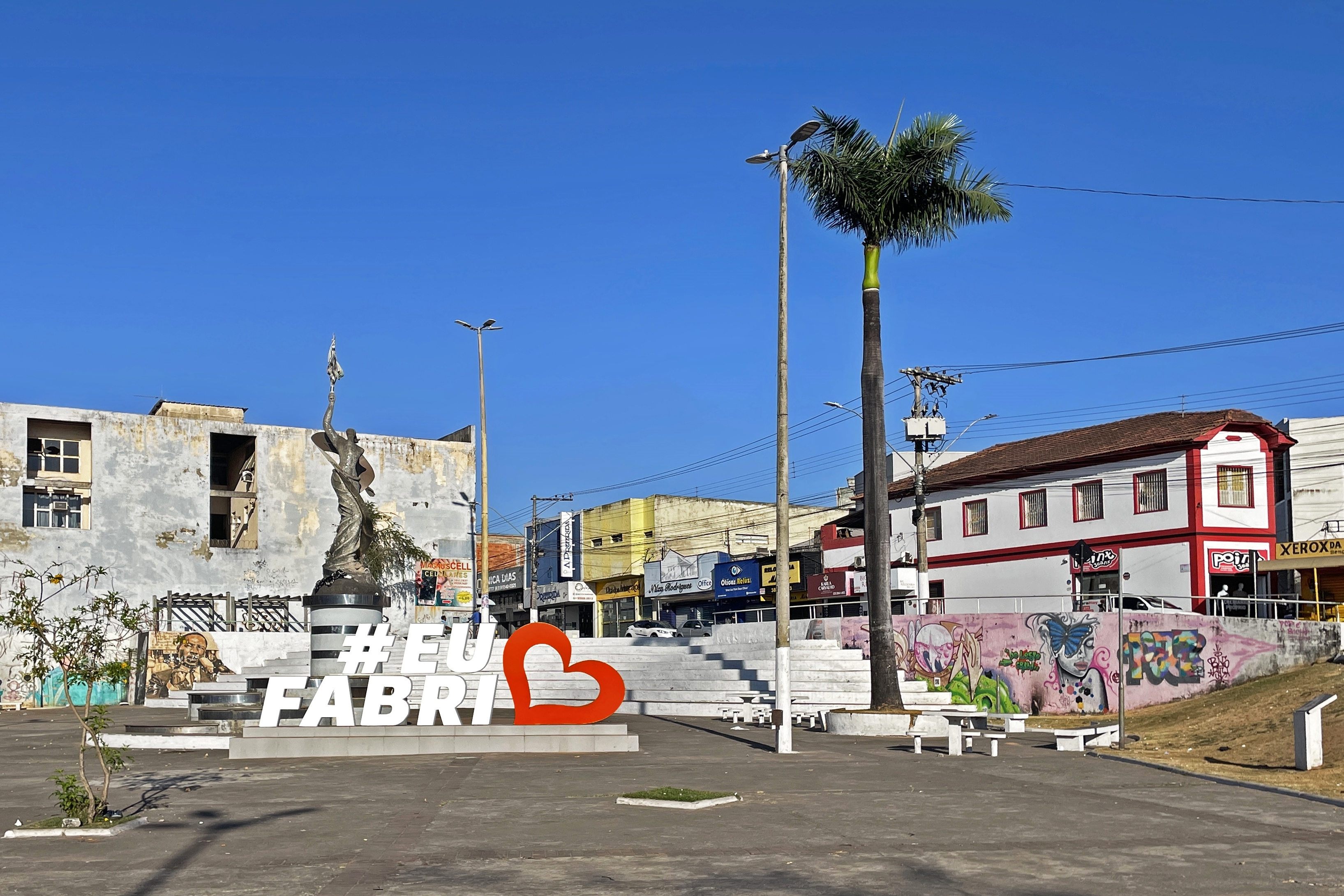
Monumento "Os Cinco Elementos da Natureza", na Praça da Estação, e Sobrado dos Pereira ao fundo à direita.

Com a locação da Estrada de Ferro Vitória a Minas (EFVM) no começo da década de 1920, observou-se um desenvolvimento populacional em função do estabelecimento de trabalhadores incumbidos da obra no local conhecido como Barra do Calado. Silvino Pereira (1895–1959), sergipano natural da cidade de Itabaiana, chegou à localidade casado com dona Marcionilha em 1922 e atuou como empreiteiro, sendo o responsável pela vinda de várias levas de forasteiros, em sua maioria nordestinos. Assim, a Estação do Calado foi inaugurada em 1924 e a seu redor estabeleceu o núcleo urbano que deu origem ao atual Centro de Fabriciano.
Com o fim da construção do trecho da EFVM que corta a região, Silvino e sua esposa se afixaram no povoamento em desenvolvimento e ergueram em 1928 a edificação conhecida como Sobrado dos Pereira, a primeira em alvenaria do Calado — além do terminal ferroviário, demolido em 1982, localizado a poucos metros à sua frente — e do atual Vale do Aço, situada onde se formou a rua de Baixo, atual Rua Pedro Nolasco. O casal se abrigou no andar superior e no térreo foi aberto o Armazém Silvino e Companhia, que vendia secos e molhados, consolidando também a criação do primeiro estabelecimento comercial.
Anexo ao prédio, foi construído um pequeno barraco, que serviu como garagem do primeiro automóvel da localidade — um Ford 1929 pertencente a Silvino Pereira —, local onde funcionou por algum tempo a Escola Rural Mista, primeira escola da cidade, mantida pelo estado. Na década de 1930, tornou-se o primeiro estabelecimento da região a ser iluminado por energia elétrica, oriunda de um gerador que também abastecia a uma usina de beneficiamento de cereais de propriedade da família Pereira, tendo permanecido como a edificação mais imponente da cidade até a construção de novos prédios pela Acesita (atual Aperam South America) em meados da década de 40.
Silvino Pereira, conhecido como coronel devido à sua influência, tornou-se primeiro vice-prefeito do município de Coronel Fabriciano, emancipado ao desmembrar-se de Antônio Dias em 1948, ocasião em que o prédio teve a estrutura de suas paredes preenchida com trilhos da via férrea. Novas reformas foram realizadas em 1959, com a troca das portas de madeira do cômodo comercial por portas de aço e ajustes estruturais, e em 1991, com a instalação de vidraças. Uma série de reparos foi necessária em 2011, visto que o forro e o telhado corriam risco de desabar e durante um show realizado na Praça da Estação, em frente à loja, algumas estruturas do teto se soltaram devido às vibrações provocadas pelo barulho. O tráfego intenso de veículos, devido ao movimentado comércio da área, no chão de paralelepípedos das ruas em seu entorno, também agravava a situação.

## Cultura e implantação
O prédio se encontra na esquina das ruas Pedro Nolasco e Coronel Silvino Pereira em três fachadas principais, onde são ressaltados os cunhais, a disposição dos vãos e os cintamentos e frechais. Na fachada menor, nota-se uma placa com a inscrição "1930", ano da conclusão do sobrado. O andar superior permanece utilizado como residência, acessível apenas por meio de uma escada externa que liga o calçamento da Rua Coronel Silvino Pereira a um alpendre, e seus vãos são constituídos por janelas quadrilaterais. No setor térreo é mantido um estabelecimento comercial alugável, cujos únicos vãos são as entradas da loja.
No primeiro andar o piso é coberto por cerâmica e o forro é composto por gesso, enquanto que no segundo andar apenas alguns cômodos possuem piso em cerâmica, tendo tábuas no restante, e o forro é mantido por lambris de madeira. O Sobrado dos Pereira foi tombado como patrimônio cultural municipal em 31 de março de 1997.